# 콜드웰 목록

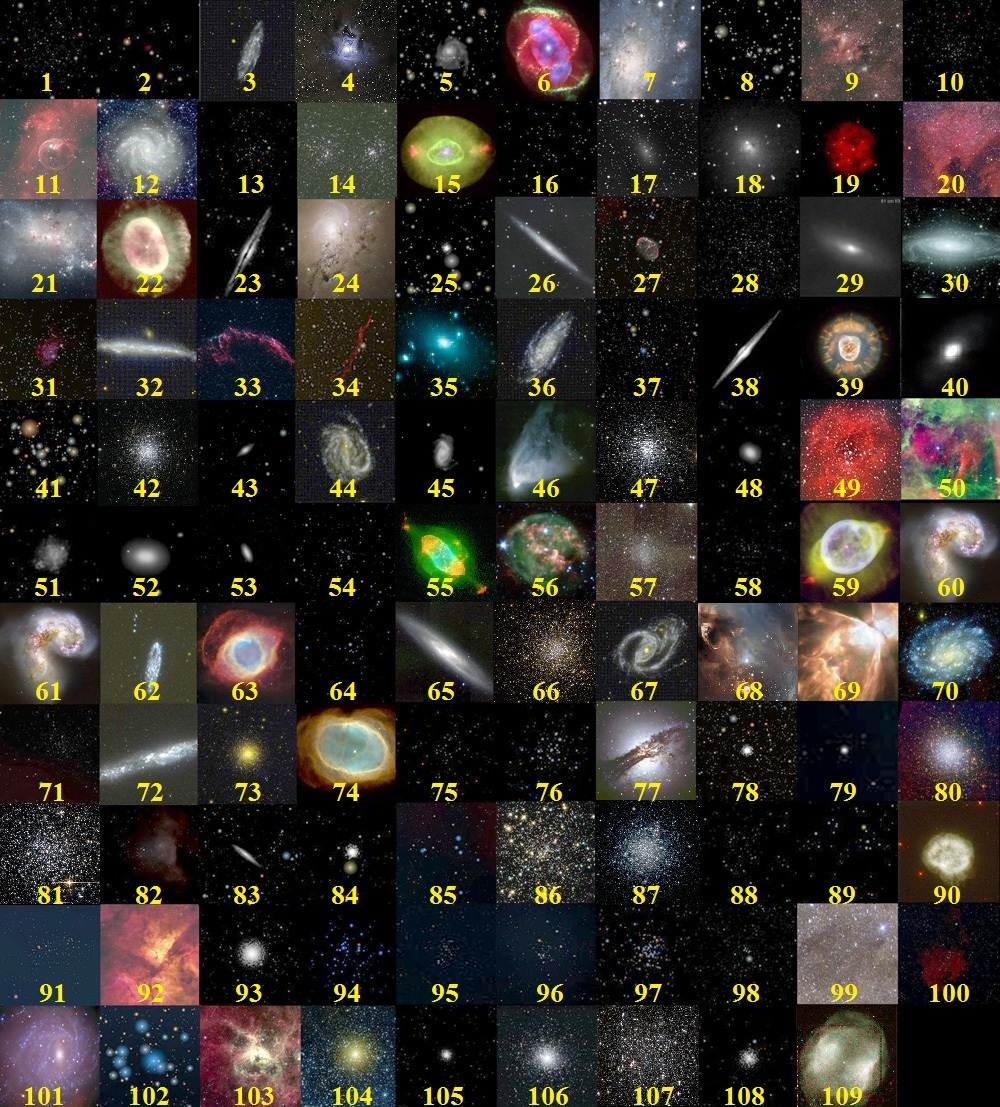

다음은 콜드웰 천체 목록이다.

## 천체 목록
| 콜드웰 번호 | NGC/IC 번호                                      | 문서 이름             | 사진 | 종류 | 거리(광년) | 별자리 | 겉보기 등급 |
| ----------- | ------------------------------------------------ | --------------------- | ---- | ---- | ---------- | ------ | ----------- |
| C1          | NGC 188                                          | NGC 188               | 예시 | 예시 | 예시       | 예시   | 예시        |
| C2          | NGC 40                                           | 나비넥타이 성운       | 예시 | 예시 | 예시       | 예시   | 예시        |
| C3          | NGC 4236                                         | NGC 4236              | 예시 | 예시 | 예시       | 예시   | 예시        |
| C4          | NGC 7023                                         | 아이리스 성운         | 예시 | 예시 | 예시       | 예시   | 예시        |
| C5          | IC 342                                           | IC 342                | 예시 | 예시 | 예시       | 예시   | 예시        |
| C6          | NGC 6543                                         | 고양이 눈 성운        | 예시 | 예시 | 예시       | 예시   | 예시        |
| C7          | NGC 2403                                         | NGC 2403              | 예시 | 예시 | 예시       | 예시   | 예시        |
| C8          |                                                  |                       | 예시 | 예시 | 예시       | 예시   | 예시        |
| C9          |                                                  | 동굴 성운             | 예시 | 예시 | 예시       | 예시   | 예시        |
| C10         |                                                  |                       | 예시 | 예시 | 예시       | 예시   | 예시        |
| C11         | NGC 7635                                         | 거품 성운             | 예시 | 예시 | 예시       | 예시   | 예시        |
| C12         | NGC 6946                                         | 불꽃놀이 은하         | 예시 | 예시 | 예시       | 예시   | 예시        |
| C13         | NGC 457                                          | NGC 457               | 예시 | 예시 | 예시       | 예시   | 예시        |
| C14         | NGC 869, NGC 884                                 | 이중성단              | 예시 | 예시 | 예시       | 예시   | 예시        |
| C15         | NGC 6826                                         | NGC 6826              | 예시 | 예시 | 예시       | 예시   | 예시        |
| C16         |                                                  |                       | 예시 | 예시 | 예시       | 예시   | 예시        |
| C17         | NGC 147                                          | NGC 147               | 예시 | 예시 | 예시       | 예시   | 예시        |
| C18         | NGC 185                                          | NGC 185               | 예시 | 예시 | 예시       | 예시   | 예시        |
| C19         | IC 5146                                          | IC 5146               | 예시 | 예시 | 예시       | 예시   | 예시        |
| C20         | NGC 7000                                         | 북아메리카 성운       | 예시 | 예시 | 예시       | 예시   | 예시        |
| C21         |                                                  |                       | 예시 | 예시 | 예시       | 예시   | 예시        |
| C22         | NGC 7662                                         | NGC 7662              | 예시 | 예시 | 예시       | 예시   | 예시        |
| C23         | NGC 891                                          | NGC 891               | 예시 | 예시 | 예시       | 예시   | 예시        |
| C24         | NGC 1275                                         | 페르세우스자리 A 은하 | 예시 | 예시 | 예시       | 예시   | 예시        |
| C25         | NGC 2419                                         | NGC 2419              | 예시 | 예시 | 예시       | 예시   | 예시        |
| C26         |                                                  |                       | 예시 | 예시 | 예시       | 예시   | 예시        |
| C27         | NGC 6888                                         | 초승달 성운           | 예시 | 예시 | 예시       | 예시   | 예시        |
| C28         |                                                  |                       | 예시 | 예시 | 예시       | 예시   | 예시        |
| C29         |                                                  |                       | 예시 | 예시 | 예시       | 예시   | 예시        |
| C30         | NGC 7331                                         | NGC 7331              | 예시 | 예시 | 예시       | 예시   | 예시        |
| C31         | IC 405, IC 410                                   | 불꽃별 성운           | 예시 | 예시 | 예시       | 예시   | 예시        |
| C32         | NGC 4631                                         | 고래 은하             | 예시 | 예시 | 예시       | 예시   | 예시        |
| C33         | NGC 6960, NGC 6992, NGC 6995                     | 망상 성운             | 예시 | 예시 | 예시       | 예시   | 예시        |
| C34         |                                                  |                       | 예시 | 예시 | 예시       | 예시   | 예시        |
| C35         | NGC 4889                                         | NGC 4889              | 예시 | 예시 | 예시       | 예시   | 예시        |
| C36         |                                                  |                       | 예시 | 예시 | 예시       | 예시   | 예시        |
| C37         |                                                  |                       | 예시 | 예시 | 예시       | 예시   | 예시        |
| C38         | NGC 4565                                         | NGC 4565              | 예시 | 예시 | 예시       | 예시   | 예시        |
| C39         | NGC 2392                                         | 에스키모 성운         | 예시 | 예시 | 예시       | 예시   | 예시        |
| C40         |                                                  |                       | 예시 | 예시 | 예시       | 예시   | 예시        |
| C41         |                                                  | 히아데스 성단         | 예시 | 예시 | 예시       | 예시   | 예시        |
| C42         |                                                  |                       | 예시 | 예시 | 예시       | 예시   | 예시        |
| C43         |                                                  |                       | 예시 | 예시 | 예시       | 예시   | 예시        |
| C44         |                                                  |                       | 예시 | 예시 | 예시       | 예시   | 예시        |
| C45         |                                                  |                       | 예시 | 예시 | 예시       | 예시   | 예시        |
| C46         | NGC 2261                                         | 하인드 변광 성운      | 예시 | 예시 | 예시       | 예시   | 예시        |
| C47         |                                                  |                       | 예시 | 예시 | 예시       | 예시   | 예시        |
| C48         |                                                  |                       | 예시 | 예시 | 예시       | 예시   | 예시        |
| C49         |                                                  |                       | 예시 | 예시 | 예시       | 예시   | 예시        |
| C50         | NGC 2237, NGC 2238, NGC 2239, NGC 2244, NGC 2246 | 장미 성운             | 예시 | 예시 | 예시       | 예시   | 예시        |
| C51         | IC 1613                                          | IC 1613               | 예시 | 예시 | 예시       | 예시   | 예시        |
| C52         |                                                  |                       | 예시 | 예시 | 예시       | 예시   | 예시        |
| C53         |                                                  |                       | 예시 | 예시 | 예시       | 예시   | 예시        |
| C54         |                                                  |                       | 예시 | 예시 | 예시       | 예시   | 예시        |
| C55         | NGC 7009                                         | 토성 성운             | 예시 | 예시 | 예시       | 예시   | 예시        |
| C56         |                                                  |                       | 예시 | 예시 | 예시       | 예시   | 예시        |
| C57         | NGC 6822                                         | NGC 6822              | 예시 | 예시 | 예시       | 예시   | 예시        |
| C58         |                                                  |                       | 예시 | 예시 | 예시       | 예시   | 예시        |
| C59         | NGC 3242                                         | NGC 3242              | 예시 | 예시 | 예시       | 예시   | 예시        |
| C60         | NGC 4038, NGC 4039                               | 더듬이 은하           | 예시 | 예시 | 예시       | 예시   | 예시        |
| C61         |                                                  |                       | 예시 | 예시 | 예시       | 예시   | 예시        |
| C62         |                                                  |                       | 예시 | 예시 | 예시       | 예시   | 예시        |
| C63         | NGC 7293                                         | 나선 성운             | 예시 | 예시 | 예시       | 예시   | 예시        |
| C64         |                                                  |                       | 예시 | 예시 | 예시       | 예시   | 예시        |
| C65         | NGC 253                                          | 조각가자리 은하       | 예시 | 예시 | 예시       | 예시   | 예시        |
| C66         |                                                  |                       | 예시 | 예시 | 예시       | 예시   | 예시        |
| C67         |                                                  |                       | 예시 | 예시 | 예시       | 예시   | 예시        |
| C68         |                                                  |                       | 예시 | 예시 | 예시       | 예시   | 예시        |
| C69         |                                                  |                       | 예시 | 예시 | 예시       | 예시   | 예시        |
| C70         | NGC 300                                          | NGC 300               | 예시 | 예시 | 예시       | 예시   | 예시        |
| C71         |                                                  |                       | 예시 | 예시 | 예시       | 예시   | 예시        |
| C72         | NGC 55                                           | NGC 55                | 예시 | 예시 | 예시       | 예시   | 예시        |
| C73         |                                                  |                       | 예시 | 예시 | 예시       | 예시   | 예시        |
| C74         | NGC 3132                                         | 팔렬 성운             | 예시 | 예시 | 예시       | 예시   | 예시        |
| C75         |                                                  |                       | 예시 | 예시 | 예시       | 예시   | 예시        |
| C76         |                                                  |                       | 예시 | 예시 | 예시       | 예시   | 예시        |
| C77         | NGC 5128                                         | 센타우루스자리 A      | 예시 | 예시 | 예시       | 예시   | 예시        |
| C78         |                                                  |                       | 예시 | 예시 | 예시       | 예시   | 예시        |
| C79         |                                                  |                       | 예시 | 예시 | 예시       | 예시   | 예시        |
| C80         | NGC 5139                                         | 센타우루스자리 오메가 | 예시 | 예시 | 예시       | 예시   | 예시        |
| C81         |                                                  |                       | 예시 | 예시 | 예시       | 예시   | 예시        |
| C82         |                                                  |                       | 예시 | 예시 | 예시       | 예시   | 예시        |
| C83         |                                                  |                       | 예시 | 예시 | 예시       | 예시   | 예시        |
| C84         |                                                  |                       | 예시 | 예시 | 예시       | 예시   | 예시        |
| C85         |                                                  |                       | 예시 | 예시 | 예시       | 예시   | 예시        |
| C86         | NGC 6397                                         | NGC 6397              | 예시 | 예시 | 예시       | 예시   | 예시        |
| C87         |                                                  |                       | 예시 | 예시 | 예시       | 예시   | 예시        |
| C88         |                                                  |                       | 예시 | 예시 | 예시       | 예시   | 예시        |
| C89         |                                                  |                       | 예시 | 예시 | 예시       | 예시   | 예시        |
| C90         |                                                  |                       | 예시 | 예시 | 예시       | 예시   | 예시        |
| C91         |                                                  |                       | 예시 | 예시 | 예시       | 예시   | 예시        |
| C92         | NGC 3372                                         | 용골자리 성운         | 예시 | 예시 | 예시       | 예시   | 예시        |
| C93         |                                                  |                       | 예시 | 예시 | 예시       | 예시   | 예시        |
| C94         | NGC 4755                                         | 보석상자 성단         | 예시 | 예시 | 예시       | 예시   | 예시        |
| C95         |                                                  |                       | 예시 | 예시 | 예시       | 예시   | 예시        |
| C96         |                                                  |                       | 예시 | 예시 | 예시       | 예시   | 예시        |
| C97         |                                                  |                       | 예시 | 예시 | 예시       | 예시   | 예시        |
| C98         |                                                  |                       | 예시 | 예시 | 예시       | 예시   | 예시        |
| C99         |                                                  | 석탄자루 성운         | 예시 | 예시 | 예시       | 예시   | 예시        |
| C100        | IC 2944                                          | IC 2944               | 예시 | 예시 | 예시       | 예시   | 예시        |
| C101        |                                                  |                       | 예시 | 예시 | 예시       | 예시   | 예시        |
| C102        | IC 2602                                          | 남쪽플레이아데스성단  | 예시 | 예시 | 예시       | 예시   | 예시        |
| C103        |                                                  |                       | 예시 | 예시 | 예시       | 예시   | 예시        |
| C104        |                                                  |                       | 예시 | 예시 | 예시       | 예시   | 예시        |
| C105        |                                                  |                       | 예시 | 예시 | 예시       | 예시   | 예시        |
| C106        | NGC 104                                          | 큰부리새자리 47       | 예시 | 예시 | 예시       | 예시   | 예시        |
| C107        |                                                  |                       | 예시 | 예시 | 예시       | 예시   | 예시        |
| C108        |                                                  |                       | 예시 | 예시 | 예시       | 예시   | 예시        |
| C109        |                                                  |                       | 예시 | 예시 | 예시       | 예시   | 예시        |
| C110        |                                                  |                       | 예시 | 예시 | 예시       | 예시   | 예시        |

## 같이 보기
- 허셜 400 천체 목록
- 신판일반목록
- IC 목록